# Linazay
Linazay település Franciaországban, Vienne megyében. Lakosainak száma 217 fő (2022. január 1.). Linazay Champagné-le-Sec, Limalonges, Chaunay, Saint-Pierre-d’Exideuil és Val-de-Comporté községekkel határos.

## Népesség
A település népességének változása:
| Lakosok száma | 215  | 224  | 228  | 225  | 223  | 221  | 219  | 218  | 217  |
|               | 2013 | 2015 | 2016 | 2017 | 2018 | 2019 | 2020 | 2021 | 2022 |